# Sphegigaster brunneicornis
Sphegigaster brunneicornis is een vliesvleugelig insect uit de familie Pteromalidae. De wetenschappelijke naam is voor het eerst geldig gepubliceerd in 1930 door Ferrière.